# Christopher Uckermann
Christopher Alexander Luís Casillas von Uckermann (Cidade do México, 21 de outubro de 1986) é um ator, cantor, compositor e empresário mexicano. Iniciou sua carreira ainda na infância, mas a fama mundial veio junto com telenovela Rebelde, onde foi protagonista, e, conjuntamente integrou o grupo musical RBD.
Em 2009, após o término da agrupação, Christopher protagonizou a série televisiva latino-americana Kdabra, produzida pela Fox International Channels. Além de ator, ele também é cantor e lançou em 2010 o seu álbum de estreia solo intitulado Somos.

## Carreira

### 1998—2001: Inicio de carreira eAmy, a Menina da Mochila Azul
Christopher iniciou sua carreira aos dois anos de idade fazendo comerciais, tomando assim gosto pela atuação. Christopher estudou atuação na Academia de Patricia Reyes Espíndola e esteve em cursos intensivos do CEA (Centro de Educação Artistica da Televisa). Chegou a ser o rosto de mais de 160 campanhas publicitárias no México e no mundo, de fato pelo qual recebeu aos onze anos de idade o prêmio El águila dorada. Em 1998 é eleito entre milhares de meninos, para estrear seu primeiro projeto de atuação e música: a telenovela O Diário de Daniela, onde interpretou um personagem com seu próprio nome. Dois anos depois, em 2000, é chamado para fazer o papel de Santiago, o vilãozinho que deu gás a mais à telenovela Amigos x Sempre, protagonizada por Belinda e Martín Ricca.
Em 2001, participa em Aventuras en el Tiempo, novamente ao lado de Belinda, com quem manteve um breve romance, e de vários atores mexicanos de peso, no papel de Ángel del Huerto. Grava com o elenco da telenovela três albuns, sendo um deles ao vivo em um show direto de Monterrey, show esse que se torna a base para o capítulo final da telenovela. Em 2003, ingressa no elenco da telenovela Amy, La Niña de la Mochila Azul no papel de Orlando, ao lado de Danna Paola.

### 2004—2008:Rebeldee RBD

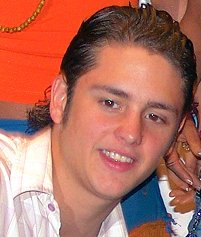
Uckermann durante uma coletiva de imprensa em São Paulo, no Brasil, com o RBD. (3 de fevereiro de 2006)

Em 2004, encarna seu personagem de maior destaque: Diego Bustamante, na telenovela Rebelde, personagem este que lhe abre as portas para o sucesso mundial, uma vez que a versão mexicana da telenovela argentina Rebelde Way, alcança altos índices de audiência em mais de 65 países no mundo e o leva a participar do grupo RBD, banda que inicia-se dentro da telenovela como forma de divulgação dos personagens, mas que por seu grande sucesso alcança outros limites.
Nessa produção atua ao lado de Anahí, com quem manteve um romance além das câmeras, Dulce María, Maite Perroni, Christian Chávez e Alfonso Herrera, atores que também compunham o sexteto, o qual torna-se o maior grupo de influência pop do período, vendendo mais de 15 milhões de discos, com 5 álbuns em espanhol, três em português, um em inglês e três coletâneas com seus maiores sucessos, sendo um deles em versão remix, além de seis DVDs.
Em 2007, junto aos demais integrantes do RBD, forma parte do elenco da série RBD, la familia, buscando emular o êxito de Rebelde. Na série interpreta o papel de Ucker, nessa que foi uma produção que mistura realidade e ficção, tratando de contar o cotidiano do grupo. Também em 2007, compõe a canção "Sueles Volver", que fala sobre a falta que um amor faz, que entra para a tracklist do álbum Empezar Desde Cero, do RBD.
Em agosto de 2008, o grupo RBD anuncia seu fim com uma turnê de despedida que passa por Bolívia, Argentina, Brasil, Estados Unidos, Peru, Chile, Eslovênia, Sérvia e Espanha. Nesse mesmo ano, Christopher surpreende aos fãs em um show cantando outra música de sua autoria: "Light Up The World Tonight", metade em inglês, metade em espanhol, a qual posteriormente é gravada no Brasil, produzido por Rudy Maya e lançada em 3 de março de 2009, como seu single em carreira solo, música esta lançada em formato digital independente, mostrando um estilo bem característico, diferente do que era visto no RBD, o que dá uma prova da diversidade que seria apresentada no álbum solo do cantor.
Concluído esse ciclo, Christopher dá início aos preparativos para a sua carreira solo. Realiza El Movimiento, uma miniturnê experimental pelo Brasil, nas cidades de Recife, São Paulo, Rio de Janeiro e Fortaleza, afim de buscar novos sons e ideias junto aos fãs para compor as músicas do seu primeiro álbum solo, além de promover a divulgação de sua promissora carreira, em noites de autógrafos, recebendo seus fãs durante várias horas e dando mostras de seu single, além de outras músicas, sendo algumas do RBD e uma em especial : a versão em espanhol da canção "Can't Help Falling in Love", de Elvis Presley, a qual recebe o nome de "Me Enamorado de Ti".

### 2009—2010:SomoseKdabra
Após o fim do RBD, em agosto de 2009, Christopher é convocado para protagonizar a primeira série integralmente latino-americana produzida com qualidade premium: Kdabra, da FOX Telecolombia e LAPTV. A produção obtém uma boa acolhida por parte do público e dá ao ator a oportunidade de compor a canção principal, junto com Gil Cerezo, intitulada de "Vivir Soñado", e sua versão em português: "Viver Sonhando".
Kdabra tem sua primeira temporada gravada em Bogotá, na Colômbia, e conquista o público nos canais CityVibe e FOX, contando a história sobre a fronteira de dois mundos: o real e o sobrenatural, além de fenômenos inexplicáveis em torno do personagem principal, Luca, interpretado por Uckermann, um garoto de 17 anos que tem uma capacidade notável para magia. Educado na Ordem, uma comunidade religiosa fechada, onde se sente oprimido pela realidade circundante e sonha em fugir. O sonho se torna realidade quando ele consegue escapar da Ordem e na cidade encontra um grupo de magos urbanos da sua idade que usam a magia para cometer pequenos delitos.
Finalizada a primeira temporada da série, Christopher volta a Los Angeles, onde segue com os preparativos para seu disco solo, ainda em 2009, o ator ocupa o primeiro lugar entre os 50 mais belos, da People en Español. Após uma longa espera e a confirmação de sua participação como protagonista da segunda temporada da série Kdabra, Christopher apresenta, em 2 de setembro de 2010, a canção "Sinfonia", resultado de sua colaboração criativa com Jodi Marr e George Noriega, os autores da canção, que possui melodias de violinos e tambores, e onde Uckermann expõe uma vez mais sua faceta criativa, abrindo as portas ao que seria sua primeira produção solista discográfica: o álbum Somos, que prometia ser uma experiência musical inovadora e foi lançado no dia 16 de novembro de 2010.

### 2011—2012: Somos World Tour
Para divulgar seu novo disco em solitário, o cantor esteve em vários programas de televisão e rádio no México e Estados Unidos, veio para o Brasil em 2011 para divulgar a estreia do seu primeiro trabalho musical e, esteve em programas como Domingo Legal, onde lançou seu disco no Brasil oficialmente em 8 de agosto de 2011, e no Programa Raul Gil, interpretando seus maiores sucessos. Para promoção do álbum, Uckermann divulgou singles e apresentou-se em vários programas de rádios mexicanas e na MTV. Realizou também vários pocket shows, show case e outras apresentações promocionais.
Somos World Tour foi a primeira turnê de Uckermann em solo a nível mundial. Manteve-se somente na América Latina e nos Estados Unidos, passando por diversos países. Durante a turnê, o artista cantou em apresentações ao vivo as canções do álbum Somos, canções exitosas do grupo RBD, além de toda a trilha sonora da série Kdabra. Toda a turnê foi realizada no ano de 2011. Em todos os shows, a banda Izi Rock abria a turnê, pois eram a banda de apoio de Uckermann. No Brasil, além dessa banda, também teve a participação especial da banda de origem brasileira do estado do Paraná, Smelters. A produtora brasileira foi a Casa da Música.
Em fevereiro de 2012, Uckermann lançou um single em inglês intitulado "Million Dollar Man", no mesmo mês no dia 13 de fevereiro de 2012 foi lançada uma edição especial deluxo com tracks bônus como "Beautiful Life" versão em língua inglesa de "Mundo Irreal", além faixas já apresentadas anteriormente: "Right Now", "Supernova", "Imaginación" e, "Luna Negra" que foi inédita, disponibilizadas pelas plataformas digitais e iTunes.

### 2013—2014:Mind Puppets
Em 2013, Christopher Uckermann faz uma pausa em sua carreira e decide se afastar um pouco da mídia e dos trabalhos, fazendo apenas participações em cerimonias e premiações. Porém no dia 6 de dezembro, ele lança uma música nova e vídeo clipe intitulada de "Sueño Surreal", o ator e cantor disse qua a música era uma espécie de homenagem para Michael Jackson, seu grande ídolo.
Já no ano de 2014, Christopher volta ao cenário cenográfico, dessa vez, em um filme chamado de Minds Puppets, no qual ele dá vida a um vilão. Em declarações para a imprensa, o ator destacou que as gravações ocorreram em Nova Orleans onde filmou seu novo filme que foi escrito e dirigido por Juan Curi, quem o levou por novos caminhos da atuação já que o tornou o vilão da história que está gravada em inglês. Destacou que o filme é uma produção de Itaca Films e a trama gira em torno de um hipnotista que tem uma parada cardíaca e deixa algumas pessoas em transe. Ele revelou que não pretende voltar a fazer novelas, pois agora prefere focar sua carreira como ator no cinema e em seriados.

### 2015—presente:La revolución de los ciegos
Christopher esteve em Guadalajara ao lado do produtor Dan Vikta para iniciar o processo de gravação do seu novo trabalho fonográfico, intitulado Revolutionary Love, que também dá título à canção gravada em estúdio, versão de "Sueño Surreal". O disco será lançado em forma de EP e conterá 6 canções inéditas, a previsão é de que seja lançado até o fim do ano, sendo uma produção independente.
Também, Christopher volta a atuar em um novo filme chamado Pacífico,  em entrevista ele fala um pouco do seu personagem e das suas experiência nas gravações do longa. O personagem de Uckermann se chama Thiago, que com seu primo Mateo (Ricardo Abarca) junto a um grupo de jovens vão a uma expedição e descobrem uma ilha paradisíaca, onde logo se deparam com uma tribo que pratica rituais para sacrifícios de crianças e adultos, até se darem conta da existência de um monstro que devasta o lugar e que espera fazê-los suas próximas vítimas, começando uma luta pela sobrevivência ao ataque da criatura. A produção cinematográfica ainda não tem data de estreia prevista.
Também em 2016 gravou a série 2091, onde Uckermann é Impar, líder de um clã misterioso. A série pertence à FOX Latina e foi bem recebida pelo público, segundo a crítica.
Em 2017, Christopher lançou um EP intitulado La revolución de los ciegos, até agora sendo lançadas quatro músicas: "Revolutionary Love", "Far Away", "Revolution of the Blind" e "We Catch On Fire". Fez uma viagem ao Brasil para divulgar seu novo trabalho, onde foi muito bem recebido. Prometeu ir a outros países e lançar outras músicas. Em 2017 também lançou dois filmes, Casi una Gran Estafa em agosto e Cómo Cortar a tú Patán em outubro.
No ano de 2018, atuou como protagonista na sua primeira série original da Netflix, Diablero, lançando em 2020 a segunda temporada.
Em dezembro de 2019 estreou nos cinemas o filme onde é protagonista: El Hubiera Existe, contracenando com Ana Serradilla.
Iniciou 2020 lançando o EP Sutil Universo, contendo as canções: "Ama", "Baile de la Unidad", "La Rueda", "Somos Uno en la Creación" e o lead single de mesmo nome, "Sutil Universo".

## Vida pessoal
Namorou a cantora e atriz Belinda durante as gravações da telenovela Aventuras en el Tiempo entre os anos de 1999 e 2002, com a mesma também atuou em Amigos x Siempre. Durante as gravações e a primeira temporada de Rebelde, em 2004, teve um namoro de um pouco menos de um ano com Anahí, que também foi sua colega no grupo RBD. Em 2014 iniciou um relacionamento com a atriz e apresentadora Natalia Téllez, com quem contracenou em Rebelde. O relacionamento dos dois chegou ao fim em outubro de 2016. Ainda em 2016, começou a namorar a atriz mexicana Ana Serradilla, com o relacionamento chegando ao fim no início de 2017. De setembro de 2017 a outubro de 2018, namorou a modelo mexicana Bakuza Olguín. Atualmente namora a psicóloga Samantha Aquino.

## Controvérsia
Em abril de 2020, o ator causou polêmica ao afirmar que a existência do coronavirus é algo imposto pelo governo, alegando também que os hospitais receberiam dinheiro para afirmar que haviam casos do vírus e as mídias exagerariam nos números de mortes.
Em agosto de 2021, é alvo de críticas nas redes sociais após pedir que a prefeitura do município brasileiro de Sobral, no estado do Ceará, pare de divulgar no perfil oficial da cidade no Instagram a imagem do RBD na campanha de vacinação contra a covid-19 dizendo que "não temos nada a ver com isso." Porém, os outros integrantes do grupo já tinha declarado apoio às vacinas em outras ocasiões. Posteriormente, a prefeitura divulgou a foto do RBD no stories do Instagram com o Zé Gotinha cobrindo Christopher Uckermann e a legenda dizendo: "Longe de mim gostar de treta, só estou postando porque o Zé Gotinha ficou bonito". Outras prefeituras do Brasil também usaram a foto do RBD para promover a vacinação. No dia 17 de agosto de 2021, a prefeitura de São Sebastião, em São Paulo, e Malta, na Paraíba, também divulgaram a foto do RBD cobrindo Christopher Uckermann na imagem no Facebook e no Twitter, já a prefeitura de Araucária. no Paraná, não escondeu o cantor.
Nas redes sociais, os fãs do RBD declaram apoio à campanha.

## Filmografia
| Ano     | Título                          | Personagem             | Notas                      |
| ------- | ------------------------------- | ---------------------- | -------------------------- |
| 1998    | El diario de Daniela            | Christopher Robin      | Elenco principal           |
| 2000    | Amigos x siempre                | Santiago del Valle     | Antagonista                |
| 2001    | Aventuras en el tiempo          | Ángel Del Huerto       | Protagonista               |
| 2004    | Amy, la niña de la mochila azul | Orlando                | Coadjuvante                |
| 2004    | Rebelde                         | Diego Bustamante Dregh | Protagonista               |
| 2005    | La energía de Sonric'slandia    | Ele mesmo              | Participação Especial      |
| 2007    | RBD, la familia                 | Ucker                  | Protagonista, 13 episódios |
| 2007    | Lola, érase una vez             | Ele mesmo              | Participação Especial      |
| 2007    | Skimo                           | Ele mesmo              | Participação Especial      |
| 2009    | Verano de Amor                  | El Zorro               | Participação Especial      |
| 2009–12 | Kdabra                          | Luca/Guido             | Protagonista, 33 episódios |
| 2016–17 | 2091                            | Inpar/Derik Hull       | Protagonista, 12 episódios |
| 2018–20 | Diablero                        | Ramiro Ventura         | Protagonista, 14 episódios |
| 2023    | Por Siempre RBD                 | Ele mesmo              |                            |

| Ano  | Título                 | Personagem  | Notas           |
| ---- | ---------------------- | ----------- | --------------- |
| 2014 | Mind Puppets           | Adivisor    | Antagonista     |
| 2015 | Remora                 |             | Protagonista    |
| 2017 | Casi Una Gran Estafa   | Alejandro   | Protagonista    |
| 2017 | Como Cortar A Tu Patán | Léo         | Protagonista    |
| 2018 | Solteira Codiciada     | Santiago    | Co-Protagonista |
| 2019 | El Hubiera Existe      | Juan Carlos | Protagonista    |

## Discografia
- Somos (2010)
- Almas Gemelas (2024)

## Prêmios & Indicações
| Ano  | Premiação                | Categoria                                 | Trabalho               | Resultado |
| ---- | ------------------------ | ----------------------------------------- | ---------------------- | --------- |
| 1996 | El Aguila Dorada         | Melhor Modelo de Países Latino-Americanos | Ele mesmo              | Venceu    |
| 2002 | Televisa Niños           | Trajetória                                | Aventuras en el tiempo | Venceu    |
| 2006 | Premios TV y Novelas     | Mejor actuación juvenil estelar masculina | Rebelde                | Indicado  |
| 2006 | Premios Juventud         | ¡Está buenísimo!                          | Rebelde                | Indicado  |
| 2007 | Premios Juventud         | ¡Está buenísimo!                          | RBD, la familia        | Indicado  |
| 2007 | Premios Juventud         | El de mejor estilo                        | RBD, la familia        | Indicado  |
| 2008 | Premios Juventud         | ¡Que rico se mueve!                       | RBD, la familia        | Indicado  |
| 2008 | Premios Juventud         | ¡Está buenísimo!                          | RBD, la familia        | Indicado  |
| 2008 | Premios Juventud         | El de mejor estilo                        | RBD, la familia        | Indicado  |
| 2008 | Capricho Awards          | Cantor Internacional                      | Light Up the World     | Indicado  |
| 2009 | Premios Juventud         | ¡Está buenísimo!                          | Kdabra                 | Indicado  |
| 2009 | Premios Juventud         | ¡Que rico se mueve!                       | Kdabra                 | Indicado  |
| 2009 | Premios Juventud         | El de mejor estilo                        | Kdabra                 | Indicado  |
| 2009 | Premios Juventud         | Mi ídolo es…                              | Kdabra                 | Indicado  |
| 2009 | Premios People           | Mejor artista o grupo nuevo               | Vivir soñando          | Venceu    |
| 2012 | Premios Lo Nuestro       | Revelación del Año                        | Somos                  | Indicado  |
| 2012 | Kids Choice Award México | Personagem Favorito                       | Kdabra                 | Indicado  |